# 由紀紗織

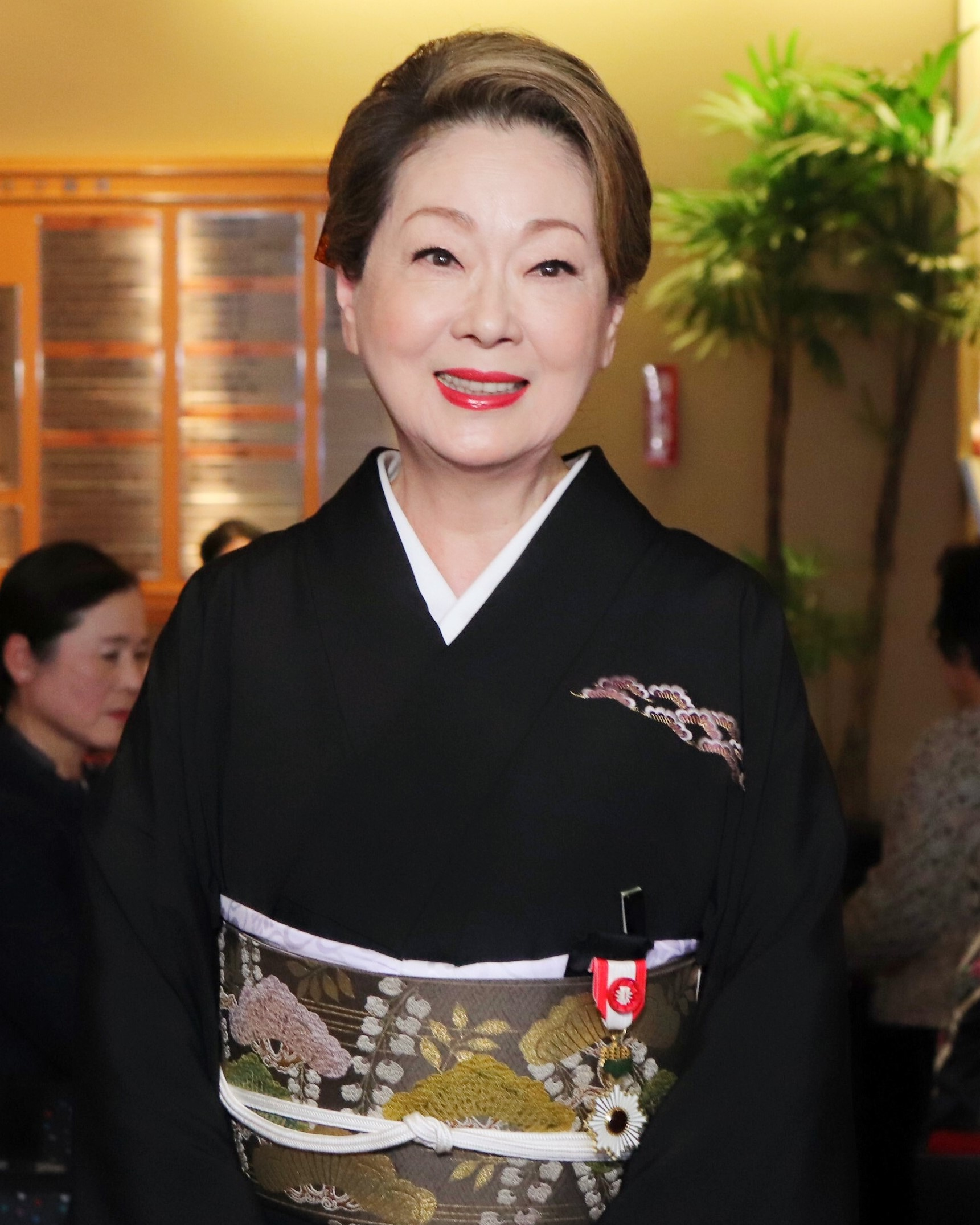
由紀紗織

由紀紗織（日语：由紀 さおり，1948年11月13日—）是日本歌手、女演員。出生於群馬縣桐生市。本名安田章子。是菊池宽奖、Oricon單曲年榜冠軍、每日艺术奖、紫綬褒章和旭日小綬章獲得者。

## 外部連結
- 由紀紗織和安田祥子的官方網站 （页面存档备份，存于）（日語）